# Другаль Сергій Олександрович
Сергій Олександрович Другаль (рос. Сергей Александрович Другаль; * 10 травня 1927, аул Джамбейти, Західноказахстанська область, Казахстан — † 20 червня 2011, Єкатеринбург) — російський письменник-фантаст і інженер-винахідник.

## Біографічні дані
Сергій Другаль народився в аулі Джамбейти, що в Казахстані. Дитячі роки провів у Саратові, Мінську, Курську. Працював в Уссурійську, в залізничних майстернях.
Закінчив Хабаровський інститут інженерів залізничного транспорту. Працював завідувачем лабораторії НДІ залізничного транспорту в Єкатеринбурзі. Доктор технічних наук. Автор понад 50 винаходів.
Жив у Єкатеринбурзі. Помер 20 червня 2011 року. Похований на Сибірському кладовищі.

## Творчість
Першою науково-фантастичною публікацією Сергія Другаля стало оповідання «Право вибору» (1966). Іронічні й теплі оповідання та повісті автора, багато з яких публікувалися в журналі «Уральський слідопит», а також увійшли в збірники «Тигр проводить вас до гаража» (1984) і «Василіск» (1990), можна розділити на два цикли. Перший розповідає про діяльність Інституту реставрації природи, завдання якого — відновлення і розумна переробка природи за допомогою наукових досягнень. Оригінальні екологічні ідеї автора (відтворення і збагачення фауни, виведення нових порід і гібридів тварин, у тому числі — казково-міфологічних) поєднуються в цьому циклі з думками письменника про педагогіку майбутнього. Цикл складається з оповідань і повістей — «Заєць» (1984), «Іспит» (1979), «Тигр проводить вас до гаража» (1977), «Вишневий компот без кісточок» (1984), «Світлячкова поляна» (1980), «Життєво необхідний» (1980), «Василіск» (1986). Другий цикл творів — пародійно-гумористичні оповідання про контакти з інопланетянами: «Реабілітація» (1978), «Повернення в колиску» (1984), «Пропала Тишка» (1984), «Особлива форма» (1982), «Ми, які дають» (1984), «У кожного дерева свій птах» (1977). Твори «екологічного» циклу були пізніше об'єднані в роман «Язичники» (1989).
Твори Сергія Другаля перекладено в Угорщині й НДР. 1988 року у Варшаві опубліковано польською мовою його книжку «Тигр проводить вас до гаража». Англійською мовою в антології російської фантастики «Вежа птахів» (англ. «Tower of Birds», 1989) видавництва «Радуга» поміщено оповідання письменника «У кожного дерева свій птах» (англ. «Every Tree Has Its Bird»).
Сергій Другаль — лауреат премії «Аеліта» (1992) за збірку «Василіск».
Письменник входив у число учасників першого радянського конвенту любителів фантастики — обласного семінару КЛФ в Пермі (1981).
За визнанням автора, в його письменницькій кар'єрі велику роль відіграв редактор відділу фантастики журналу «Уральський слідопит» В. І. Бугров. Він же став і причиною відходу письменника від жанру в 1990-і роки: «Він помер, і мені стало нецікаво писати фантастику».

## Твори

### Романи
- Язычники (1989)

### Повісті
- Василиск (1986)

### Оповідання
- Вишнёвый компот без косточек (1984)
- Возвращение в колыбель (1984)
- Жизненно необходимый (1980)
- Закон равновесия (1997)
- Заяц (1984)
- Зубра полосатая (1979)
- Мы, дающие (Из милости живущие) (1984)
- Нимфа и лейтенант (1991)
- Обострённое восприятие (1987)
- Особая форма (1982)
- Поверхность Мёбиуса (1981)
- Право выбора (1966)
- Пропала Тишка (Тишкин синдром) (1984)
- Реабилитация (1978)
- Светлячковая поляна (1980)
- Сохрани дыхание (1983)
- Тигр проводит вас до гаража (1977)
- У каждого дерева своя птица (1977)
- Чужие обычаи (1993)
- Экзамен (1979)